# Мартинов Сергій В'ячеславович
Сергій В'ячеславович Мартинов (нар. 3 грудня 1982, Чернігів) — український музикант, гітарист. Гітарист гурту «Димна Суміш», лідер гурту «Інді.я».

## Ранні роки життя
Дитинство і юність пройшли в містах Чернігів та Токмак, часта зміна місць проживання та шкіл в цей період залишили свій слід в становленні особистості, саме тоді захопився музикою.
Одного разу влаштував рок-концерт на кухні. Тато сприйняв це неоднозначно-почав сваритись. А він розбив гітару. Тоді йому було 15, і на той час він вже був знайомий з Сашою Чемеровим. Перший бас купив в священика.
Провчився 1 рік в музичному училищі з класу контрабас, грав класику, що сталося потім і чому провчився лише 1 рік невідомо.

## Димна Суміш
З грудня 1998го — бас-гітарист гурту «Димна Суміш».
У 2000 році вступ до КНУКіМ, у тому ж році «Димна Суміш» переїздить до Києва. 2003го перекваліфіковується в «Димній Суміші» з бас-гітариста в гітариста
| Ми просто хотіли грати музику, загалом в нас був і не найкращий життєвий досвід. У 2003 пішов з групи гітарист (Сергій Шейко) і після різноманітних експериментів зі складом я змінив бас на гітару (хоча дуже мрію про акустичну бас-гітару...) |

## Особисте життя
Одружений з вокалісткою гурту «Інді.я» Катериною Роговою, виховує доньку Ію (народилася 19 червня 2010го).